# Monterrey Open 2013
Il Monterrey Open 2013, anche conosciuto come Monterrey Open presented by Heineken per motivi di sponsorizzazione, è stato un torneo femminile di tennis giocato sul cemento. È stata la 5ª edizione del torneo, che fa parte della categoria International nell'ambito del WTA Tour 2013. Si è giocato al Sierra Madre Tennis Club di Monterrey in Messico, dal 30 marzo al 7 aprile 2013.

## Partecipanti

### Teste di serie
| Nazionalità | Giocatrice               | Ranking* | Testa di serie |
| ----------- | ------------------------ | -------- | -------------- |
| Germania    | Angelique Kerber         | 6        | 1              |
| Francia     | Marion Bartoli           | 11       | 2              |
| Russia      | Marija Kirilenko         | 13       | 3              |
| Serbia      | Ana Ivanović             | 17       | 4              |
| Russia      | Anastasija Pavljučenkova | 25       | 5              |
| Belgio      | Yanina Wickmayer         | 30       | 6              |
| Polonia     | Urszula Radwańska        | 33       | 7              |
| Giappone    | Ayumi Morita             | 50       | 8              |

- Ranking al 18 marzo 2013.

### Altre partecipanti
Le seguenti giocatrici hanno ricevuto una wild-card per il tabellone principale:
- Ximena Hermoso
- Ana Ivanović
- Ana Sofía Sánchez

Le seguenti giocatrici sono entrati nel tabellone principale passando dalle qualificazioni:

- Jovana Jakšić
- Samantha Crawford
- Alla Kudrjavceva
- Tereza Mrdeža

## Campionesse

### Singolare
Anastasija Pavljučenkova ha sconfitto in finale  Angelique Kerber per 4-6, 6-2, 6-4.
- È il quarto titolo in carriera per Anastasia Pavlyuchenkova.

### Doppio
Tímea Babos /  Kimiko Date-Krumm hanno sconfitto in finale  Eva Birnerová /  Tamarine Tanasugarn per 6-1, 6-4.